# Burgrest Neuwaldsee
Burgrest Neuwaldsee, volksmündlich auch Burgstock genannt, bezeichnet die Ruine einer Höhenburg über dem Urbachtal auf 685 m ü. NN südöstlich des Ortsteiles Mittelurbach der Stadt Bad Waldsee im Landkreis Ravensburg in Baden-Württemberg.
Die Burg wurde Anfang des 13. Jahrhunderts von den Herren von Waldsee (Gebehardus und Chunradus de Walchsé) erbaut und am 7. Februar 1331 als Burg „Newe Waltse“ erstmals erwähnt. Eine lange Zeit über dachte man, dass die Burg 1348 durch ein Erdbeben zerstört worden wäre. Doch tatsächlich ist die Burg 1649 von Franziskaner Mönchen gesprengt worden. Die Steine wurden für den Bau eines Klosters in Bad Waldsee benötigt. Die Burg war zu diesem Zeitpunkt bereits eine Ruine. Von der ehemaligen Burganlage sind noch geringe Reste erhalten.

## Lage
Die Burgruine Neu-Waldsee liegt auf der Endmoräne eines Gletschers der Würm-Eiszeit. Sie befindet sich etwa 800 Meter südwestlich von Hittisweiler und rund 600 Meter östlich von Mittelurbach. 
Der nächstgelegene Parkplatz für die Burgruine Neuwaldsee ist der Wanderparkplatz⊙ zwischen Mittelurbach und Hittisweiler. Von dort führt ein etwa 800 Meter langer, forstwirtschaftlicher Weg zur Ruine, dessen Befahren für Kraftfahrzeuge untersagt ist.